# Волжкобългарски епиграфски паметници
Български епиграфски паметници (чувашки – Пăлхар эпиграфика палăкĕсем, татарски – Болгар эпиграфика табылдыклары) – надгробни плочи с надписи (эпитафии) от 13 – 14 век на територията на Българския улус на Златна орда. Идентифицираните надгробни паметници могат да бъдат разделени на няколко категории. От „цивилизационна“ гледна точка има следните:
- мюсюлмански[4]:с. 175 – 182 арабски, които в момента са около 400;
- арменски[5] със собствена графика, в размер на 5 броя и няколко по-неясни фрагмента; в тях се срещат и арабски букви.

Мюсюлманските надгробни плочи от своя страна могат да бъдат класифицирани според езика:
- само с арабски текст;
- като има освен арабски и текст на някакъв тюркски език.

В зависимост от вида на тюркския език последната група паметници се разделя, както следва:
- надгробни паметници с надписи на тюркски език (тази колекция е най-голямата);
- надгробни паметници на тюркски език.

Съществува и класификация, основана на външния вид на паметниците, в съответствие с техните художествени особености – 1-ви стил и 2-ри стил.
Надгробните плочи от 1-ви стил обикновено имат текст на з-език, а 2-ри стил – текст на p-език.
Следователно първоначално се смяташе, че такава класификация обхваща всички характеристики в комплекс. Има обаче изключения от тази кореспонденция.

## История на изследването
Проучването на българските епиграфски паметници има тривековна история. Началото е поставено с указ на Петър I през 1722 г., след като той лично посещава българското селище.
През 1831 г. ориенталистът Я. Клапрот публикува за първи път български епитафии. А през 1863 г. Х. Файзханов разчита надписите въз основа на данни от чувашкия език. Ето как изглежда постигането на това в неговата статия:
Особено внимание привлича изразът ҖИАТ ҖҮР. в много български надгробни надписи. На моите снимки тази фраза е много ясна, така че дори при нея знаците са поставени така: ҖИАТИ ҖҮР. Обикновено те приемат тази фраза като арабска, превеждат я с думите: идването на потисничеството и придавайки й значението на специална епоха, те извеждат годината 623 от числовата стойност на буквите, според мен такова обяснение може едва ли е правилно... Като правило, не трябва ли, без да навлизаме в гадателски предположения, просто да четем ҖИАТИ ҖҮР, т.е. . ЙИТИ ЙҮЗ? Прочитът ми се подкрепя и от обичая на татарите да произнасят и пишат началното „й“ като „ж“... Що се отнася до буквата „р“, използвана вместо „з“ в думата ҖҮР, това може да се обясни отчасти с яснотата (както в думата СКР, т.е. СИКЕЗ) на значението без точка, отчасти с използването на чувашки цифри в епитафиите от това време.
Въпреки факта, че той всъщност разкрива „явната чувашност“ на текстовете, Х. Файзханов продължава да счита епиграфските паметници за „татарски“ (това се вижда от дадения фрагмент от неговата статия). Но не това е основното тук. Инцидентът в хода на опитите за превод на израза ҖИАТИ ҖҮР е описан от A. I. Artemyev (1820 – 1874) през 1866 г. в книга, публикувана в Санкт Петербург.; той всъщност подкрепи Х. Файзханов и показа заблудата на своите предшественици (горепосочените Ю. Клапрот, Ф. И. Ердман, И. Березин и др.):с. 17, 49. Споменатата 623 г. по хиджра според обичайната хронология е 1226 г., следователно със старото тълкуване би се оказало, че надгробният камък е от предмонголското време. Всъщност всички паметници датират от епохата на Златна орда.
Откритието на Х. Файзханов беше подкрепено и от Н. Илмински, въпреки че той твърди, че „уважаемият молла е изразил... идеята не нарочно, а мимоходом... и следователно колебливо и непълно“.
Впоследствие работата на Н.И. изиграва особено важна роля в разкриването на същността на епиграфските паметници. Ашмарина „Българи и чуваши“ (1902).
Що се отнася до количествената страна, Н. И. разглежда само 93 надгробни плочи.
Съществува погрешно схващане, че по-късният изследовател Г. В. Юсупов е изследвал 200 такива паметника, но само 40 от тях датират от 13 – 14 век. Останалите паметници са с по-късен произход.

## Мюсюлмански двуезични надгробни паметници
Особено място сред цялата българска епиграфика заемат български паметници само с арабски надписи, които не са особено много. По тях е трудно да се съди за етно-езиковата принадлежност на хората, но можете да научите за техния социален и личен живот.
Съвсем друг въпрос са двуезичните паметници, които освен на арабски имат текст и на тюркски. Има дори едноезични тюркски надгробни паметници (не са много), както и една триезична – с текстове на арабски, тюркски з- и р-езици.

## Представени атракции
1. Паметник 1281/82 гг. Местоположение: с. Руски Урмат от Високогорска окръг на Република Татарстан (Република Татарстан). Езици арабски и български.
2. Паметник на дъщерята на Исмагил, Илчи Амек 1285/1286 гг. Местоположение: Република Татарстан, Българ. Език арабски.
3. Епиграфски паметник на Юнус ал-[Су]вари 1287/1288 гг. Местоположение: RT, Болгар. Езиците са арабски и български. Има недостатък.
4. Паметник 1291/1292 Местоположение: RT, Казан (транспортиран от дачата на епископа до Държавния музей на Република Татарстан). Език арабски.
5. Паметник 1297/1298 Местоположение: RT, Казан (транспортиран от дачата на епископа до Държавния музей на Република Татарстан). Езици арабски и български.
6. Епиграфски паметник на дъщерята на Рамадан, Зубейда 1303/1304 г. Местоположение: RT, с. Болшие Атряси, Тетюшевски окръг. Езици арабски и български.
7. Паметник от гр. Болгар 1308 г. Езици арабски и български. Както пише F. S. Khakimzyanov, „някои думи са безценни материали с точна датировка за историята на чувашкия език, това е особено вярно за индикатора за множествено число -säm“.
8. Паметник 1309/1310 Местоположение: RT, Болгар. Езици арабски и български. Има и минус. открит през 1973 г.
9. Паметник от град Чистопол. Дата: 1311 Езици: арабски (кранична формула), общотюркски (възхваляваща част) и български (датираща част). Намерен, подобно на други паметници на Чистопол, на градското гробище през 1984 г. от експедиция, състояща се от М. И. Ахметзянов, Р. М. Амирханов и Д. В. Мухаметшин.
10. Епиграфски паметник на сина на Гузман, Ибрахим ал-Сувари 1314 Местоположение: RT, село. Б. Тархани, Тетюшски окръг. Езици арабски и общотюркски
11. Неатрибутиран (т.е. не е известно кой е погребан) епиграфски паметник от 1316 г. Местоположение: Руска федерация, Уляновска област, с. Архангелское, Чердаклински окръг. Езици арабски и български,
12. Неатрибутиран епиграфски паметник от 1348 г. Местоположение: RT, Болгар. Езици арабски и български. Намерен зад летището в Болгар през 1974 г. Ударен от плуг.
13. Паметник от 1349 г. Местоположение: RT, с. Чл. Савруши, Аксубаевски окръг. Езици арабски и български.
14. Неатрибутиран епиграфски паметник (долен фрагмент). Датата не е зададена. Местоположение: RT, Болгар. Езици арабски и български.
15. Епиграфски паметник на дъщерята на Юбал, Хаджи-Хатин. Датата не е зададена. Местоположение: RT, Болгар. Езици арабски и български. Премахнат от основите на църквата „Успение Богородично“ през есента на 2003 г.
16. Неатрибутиран епиграфски паметник (фрагмент). Датата не е зададена. Местоположение: RT, Болгар. Езици арабски и общотюркски. Изваден от основите на църквата „Успение Богородично“.
17. Неатрибутиран епиграфски паметник. Местоположение: област Самара, село. Смолкино, Сизран окръг. Координати: N 53°27.052′, E 048°08.055′. Състояние на запазеност: лошо, надписите са нащърбени, текстът е напълно изгубен. Твърди се, че православните местни хора наричат тази стела „Бабайка“. В действителност тези жители са не само православни, но и чуваши. Името „Бабайка“ е калус от чувашки. Оригиналното име на чувашки език е „Papai Chulĕ” (Камъкът на Бабай). На официалния уебсайт на администрацията на селското селище Стара Рачейка на Сизрански общински район на Самарска област, който включва село Смолкино, има „ежедневно“ (непрофесионално, любителско) описание на надгробния камък в неговия текущо състояние(виж по-долу)

:
В покрайнините на Смолкино има камък, който местните наричат „Бабай-туле“ или просто „бабайка“. Прилича на някакъв древен идол, а по-скоро на надгробен камък, в единия край на който може да се различи полуизтрито изображение на човешко лице в заострена шапка с орнамент, в който ясно се вижда колело с шест спици - соларна или гръм знак; Под лицето има издатина, сякаш скръстени ръце на гърдите. Зинаида Семьоновна Молкова дори успя да разкрие в тези краища история за някакъв стар татарски мъж („бабай“ на татарски - старец), който помогнал на разбойниците и за това не бил погребан в общото гробище (древно татарско гробище има запазени в околностите). Има обаче и друга версия: камъкът изобщо не е надгробен камък, а... вкаменена жена в заострен чувашки сарпан, а „бабай” е мордовското произношение на думата „баба”. „Проклеха тази баба, казаха: „Стани камък“ и тя се вкамени...“
Паметникът беше привлечен от вниманието на 17 юни 2019 г. от И. Гумеров и В. Усманов по време на научни теренни изследвания и оттогава беше един от последните, въведени в научен оборот.

### на руски език
- Булатов А.Б. Булгарские эпиграфические памятники XIII – XIV вв. Правобережье Волги // Эпиграфика Востока, XVI. – М.-Л.: Наука, 1963. – С. 56 – 71.
- Булатов А.Б. Эпиграфические памятники Закамья // Ученые записки НИИЯИИЭ. – Чебоксары, 1967. – С. 198 – 215.
- Каховский В. Ф. Булгарские памятники на территории Чувашии // История исследования археологических памятников в Чувашском Поволжье и материалы по антропологии чувашей. Чебоксары, 1995.
- Малов С.Е. Булгарские и татарские эпиграфические памятники // Эпиграфика Востока. – М.-Л., 1947. – Вып. I. – С. 38 – 45.
- Малов С.Е. Булгарская и татарская эпиграфика // Эпиграфика Востока. – М.- Л., 1948. – Вып. II. – С. 41 – 48.)
- Михайлов Е. П. Фотоснимки надгробных камней, сделанные входе экспедиции 1984 г. в Комсомольском, Яльчикском, Батыревском, Шемуршинском районах Чувашской АССР // НА ЧГИГН. Отд. И. Ед. хр. 803. Инв. № 7021.
- Мухаметшин Д. Г. Эпиграфические памятники Болгарского городища. Рукопись. / Архив ИА РАН. -Ф. Р-21. – Ед. хр. 2015.
- Хакимзянов Ф.С. Язык эпитафий волжских булгар. М.: Наука. 1978 206 с.
- Хакимзянов Ф. С. Эпиграфические памятники Волжской Булгарии и их язык / Отв. ред. Э. Р. Тенишев; АН СССР, Казан. фил., Ин-т яз., лит. и истории им. Г. Ибрагимова. – М. Наука, 1987. – 191 [1] с., ил.
- Хузангай А. П. БУЛГАРСКИЕ ЭПИГРАФИЧЕСКИЕ ПАМЯТНИКИ. – Статья в электронной чувашской энциклопедии.
- Юсупов Г. В. Введение в булгаро-татарскую эпиграфику. – М., Л.: Изд-во АН СССР, 1960. – 322 с.
- И.И. Гайнуллин, Х.М. Абдуллин, А.В. Касимов, А.М. Гайнутдинов, С.Р. Хамидуллин, Л.Н. Багаутдинова. Документирование булгаро-татарских эпиграфических памятников современными методами. // „Восток (Oriens)“, 2023. № 6, с. 29 – 41.

### на други езичи
- Әхметҗанов М.И. Болгар теленен язмышы (эпиграфика материаллары буенча) // ТА. 1998. № 1(2). С. 99 – 119. (Ахметзянов М. И. О судьбе булгарского языка (по материалам эпиграфики). На татарском языке. В интернет-ресурсе имеется сокращённый перевод статьи на русский язык – вот здесь.)
- Pritsak O. Die bulgarische Fürstenliste und die Sprache der Protobulgaren. Wiesbaden, 1955;
- Вепzig. J. Das Hunnische, Donaubolgarische and Wolgabolgarische // Philogiae Turcicae Fundamenta. Wiesbaden, 1959 Bd. I. S. 685 – 695.
- Benzig. J. Das Tschuwaschische // Turcicae Fundamenta. Wiesbaden, 1959 Bd. I. S. 695 – 751.
- Róna-Tas A., Fodor S. Epigraphica Bulgarica: A Volgai Bolgar – török feliratok. Szeged, 1973;
- Ligeti L. A magyar nelv török kapcsolatai a honfoglalás etőtt és az Árpádkorban. Budapest: Akadémiai Kiadó, 1986 602 I.;
- Tekin T. Volga Bulgar kitabeleri ve Volga Bulgarcasi. Ankara, 1988;
- Erdal M. Die Sprache der Wolgabulgarische Inschriften. Wiesbaden, 1993.
- Ceylan E. Çuvaşça çok zamanli ses bilgisi. Ankara, 1997, 256 s.